# Żanna Słoniowska
Œuvres principales
Dom z witrażem (Une ville à cœur ouvert)
Żanna Słoniowska (ukrainien : Жанна Слоньовська), née à Lviv (en Ukraine alors soviétique) en 1978, est une journaliste et romancière ukrainienne polonophone. Elle a été distinguée par les prix littéraires Znak et Conrad pour son roman Dom z witrażem (Une ville à cœur ouvert ). 
Elle est également traductrice (ukrainien-russe-polonais).

## Biographie
Żanna Słoniowska est née à Lviv en 1978, dans une famille d'origine polonaise. Elle fait des études à l'Académie ukrainienne de presse, avant de travailler comme journaliste pour la chaîne de télévision NTA (uk).
En 2002 elle part pour la Pologne pour faire des études doctorales à l'École de psychologie sociale de Varsovie SWPS. Elle s'installe ensuite après son mariage à Cracovie.
En 2010, elle est finaliste du concours national du livre de poésie « Świdnica 2010 » pour son projet Conte pour une toute petite fille (Bajka o bardzo małej dziewczynce).
En 2013, elle publie un album historique Lwów avant guerre : Les plus belles photos. 
L'année suivante, sort son premier roman, Dom z witrażem.
Il a remporté en 2014 le prix du meilleur roman décerné par la maison d'édition Znak, puis en 2016 le prix Conrad. Elle est parmi les finalistes du Prix Nike en 2016.
Un critique écrit dans Polityka que « la grandeur de l'ouvrage est impressionnante : à travers une petite saga familiale, il dépeint l'histoire de l'Ukraine au cours des cent dernières années ». Un autre l'a appelé « un conte saturé avec des couleurs vives, des peintures, des moments de rêve... c'est, avant tout, un mouvement et perspicace de la saga sur les femmes, empêtrée dans l'histoire.».

## Œuvres choisies
- (pl) Przedwojenny Lwów. Najpiękniejsze fotografie, RM, 2013 (ISBN 978-83-7773-053-9)
- (pl) Dom z witrażem (d), Cracovie, Znak, 2015, 304 p. (ISBN 978-83-240-2729-3, lire en ligne)
  - (fr) traduction en français par Caroline Raszka-Dewez sous le titre Une ville à cœur ouvert, éd. Delcourt, 2018.  (ISBN 978-2-4130-0179-9)[8],[9]
  - (uk) traduction en ukrainien par Andriy Porytko : Дім з вітражем. Lviv, Видавництво Старого Лева (uk), 2015  (ISBN 978-617-679-155-3).
  - (en) traduction en anglais par Antonia Lloyd-Jones (v) : The House with the Stained-Glas Window. MacLehose Press (en), 2017  (ISBN 978-0857057136).